# Österreichische Schule Mexiko
Die Österreichische Schule Mexiko (Colegio Austriaco Mexicano) in Mexiko wurde 2011 basierend auf einem Kulturabkommen zwischen Mexiko und Österreich gegründet. Die Privatschule liegt am Rande der Stadt Santiago de Querétaro im Bundesstaat Querétaro.
Als Schulträger fungiert der am 1. März 2010 gegründete Schulverein „Asociación Cultural Educativa Austriaco Mexicana“.
Das Schulgeld beträgt, je nach Schulstufe, 6700–7600 mexikanische Pesos (301–341 Euro) pro Monat (Schuljahr 2025/26).
Die Schule verfügt über Primaria, Secundaria und Preparatoria (Volksschule, Unter- und Oberstufe). Der Unterricht wird von österreichischen und mexikanischen Lehrern gehalten. 
Beginnend mit der 1. Klasse Primaria werden die Unterrichtsgegenstände Deutsch und Mathematik von österreichischen Lehrern auf Deutsch unterrichtet, die restlichen Gegenstände von mexikanischen Lehrern auf Spanisch. Bis hin zur letzten Schulstufe der Preparatoria nimmt das Ausmaß der auf Deutsch unterrichteten Gegenstände zu.
Nach erfolgreicher Ablegung des Bachilleratos und der österreichischen Reifeprüfung erlangen die Abgänger des Colegio Austriaco Mexicano die Universitätsreife für Universitäten u. a. in Mexiko und Österreich.
Ein Schwerpunkt ist die Vermittlung der europäischen, insbesondere der österreichischen Kultur. Damit reiht sich das Colegio in die Liste der Österreichischen Auslandsschulen in Albanien, Guatemala, Liechtenstein, Moldau, Tschechien, Türkei und Ungarn ein.